# Zorka bicornis
Zorka bicornis är en insektsart som beskrevs av Irena Dworakowska 1977. Zorka bicornis ingår i släktet Zorka och familjen dvärgstritar.
Artens utbredningsområde är Vietnam. Inga underarter finns listade i Catalogue of Life.